# Chloreuptychia herseis
Espèce
Chloreuptychia herseis est une espèce de papillons de la famille des Nymphalidae et de la sous-famille des Satyrinae, de la tribu des Satyrini, de la sous-tribu des Euptychiina.

## Dénomination
L'espèce Chloreuptychia herseis a été décrit par l'entomologiste français Jean-Baptiste Godart en 1824, sous le nom initial de Satyrus herseis.

### Synonymie
- Papilio herse (Cramer, 1775)
- Satyrus herseis Godart, 1824 - protonyme
- Euptychia herse peruviana (Prüffer, 1922)
- Euptychia herse f. bellatula (d'Almeida, 1922)

### Nom vernaculaire
Chloreuptychia herseis se nomme Godart's Blue Ringlet en anglais.

## Description
Chloreuptychia herseis est un papillon aux ailes translucides avec sur le dessus les ocelles de la face ventrale visibles en transparence.
Le revers est bleu nacré avec trois bandes marron, basale, discale et postdiscale, un ocelle noir cerné de jaune doublement pupillé à l'apex des ailes antérieures et une ligne d'ocelles cernés de jaune dont les deux proches de l'apex et le gros proche de l'angle anal sont noir et doublement pupillés aux ailes postérieures.

## Biologie
Sa biologie n'est pas connue.

## Écologie et distribution
Chloreuptychia herseis est présent au Brésil, au Pérou, au Surinam, en Guyana et en Guyane,.

### Biotope
Chloreuptychia herseis réside dans la forêt en zone proche des fleuves.

### Protection
Pas de statut de protection particulier